# فرودگاه صحرایی رایت
فرودگاه صحرایی رایت (به انگلیسی: Wright Field) یک فرودگاه نظامی است که یک باند فرود آسفالت/بتن دارد و طول باند آن ۲۴۳۸ متر است. این فرودگاه در کشور ایالات متحده آمریکا قرار دارد .